# سیارک ۳۷۰۹

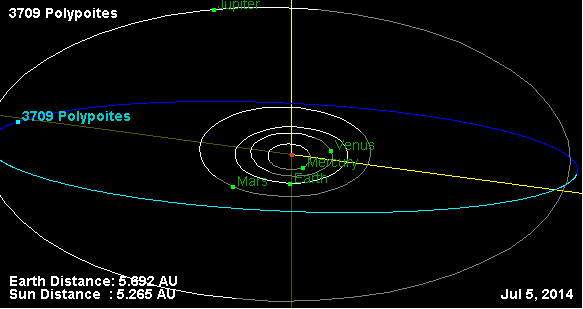
نمایی از محل قرارگیری سیارک ۳۷۰۹ در مدار - ۲۰۱۴

سیارک ۳۷۰۹ (به انگلیسی: 3709 Polypoites، نامگذاری:1985TL3) سه هزار و هفتصد و نهمین سیارک کشف شده‌است که در ۱۴ اکتبر ۱۹۸۵ کشف شد.
قدر مطلق سیارک برابر ۹٫۰۰ است.